# Alfred Bolcek
Alfred Bolcek (ur. 23 marca 1954 w Twardawie, zm. 4 marca 2016 w Hamilton) – polski piłkarz grający na pozycji pomocnika. Wieloletni zawodnik Odry Opole.

## Kariera
Karierę piłkarską zaczynał w LZS Twardawa, gdzie został zauważony przez działaczy Odry Opole, z którą w 1972 roku zdobył tytuł mistrza Polski juniorów. W pierwszej drużynie Odry zadebiutował sezonie 1972/1973 u trenera Engelberta Jarka, ale względu na mocną pozycję jego konkurenta Józefa Klozego nie miał zbyt wielu szans na grę w zespole, dlatego w 1973 roku został wypożyczony do Małejpanwi Ozimek prowadzonego przez innego wybitnego piłkarza Niebiesko-Czerwonych Henryka Brejzę, gdzie czynił spore postępy w piłkarskich umiejętnościach.
W 1976 roku, mimo licznych ofert Alfred Bolcek zdecydował wrócić do Odry Opole, gdzie stał się jednym z kluczowych zawodników drużyny prowadzonej przez trenera Antoniego Piechniczka. 18 czerwca 1977 roku, zdobył wraz z drużyną Puchar Ligi, pokonując w finale Widzew Łódź (3:1) na Stadionie Miejskim w Częstochowie, co dało Odrze prawo jedynego w historii klubu startu w europejskich pucharach. 29 października 1978 roku, na Stadionie Legii Warszawa w ramach meczu 13.kolejki ekstraklasy, Alfred Bolcek rozegrał mecz swojego życia. Bolcek ustrzelił w tym meczu hat-tricka, dzięki czemu Odra wygrała z Legią Warszawa (5:3), mimo iż przegrywała (1:3) i dzięki temu zwycięstwu Odra zapewniła sobie tytuł Mistrza Jesieni, a Bolcek za ten mecz otrzymał od katowickiego "Sportu" maksymalną notę - 10.
Później z Odrą Opole nie odnosił już większych sukcesów, w której grał aż do sezonu 1980/1981, kiedy Odra spadła z I ligi, w II i III lidze, aż do zakończenia kariery w drużynie Niebiesko-Czerwonych w 1989 roku. Po zakończeniu kariery w Opolu występował w amatorsko w polonijnej drużynie w Kanadzie, Polonii Hamilton.

## Śmierć
Alfred Bolcek zmarł dnia 4 marca 2016 roku w Hamilton w wieku 61 lat.

## Osiągnięcia

### Odra Opole
- Mistrz Polski juniorów: 1972
- Puchar Ligi Polskiej: 1977
- Mistrz jesieni w sezonie 1978/1979